# Juan Bautista Torres
Juan Bautista Torres (Vicente López, Argentina; 2 de abril de 2002) es un tenista profesional argentino.

## Carrera
Comenzó a jugar tenis a los cuatro años de edad en un club de Villa Martelli al que asistían sus padres. Como el profesor del lugar no entrenaba niños tan pequeños se desarrolló tenísticamente en el Círculo Trovador, en Vicente López, hasta que a los trece años sintió que tenía verdaderos deseos de jugar profesionalmente.
Durante su etapa como jugador juvenil consiguió el subcampeonato en el Orange Bowl de 2019, donde cayó en la final ante Thiago Agustín Tirante, y llegó a las semifinales de Roland Garros en octubre de 2020. Pocos meses después de su participación en Francia, en diciembre, obtuvo su primer título profesional al ganar un torneo futuro en Egipto, con lo que finalizó ese año entre los primeros 900 del ranking.
El 16 de enero de 2022 alcanzó su primera final individual de un torneo Challenger en Blumenau, donde perdió la definición contra el brasileño Igor Marcondes por 6-3, 5-7, 1-6 en más de dos horas de partido, lo que le permitió ingresar por primera vez en el top-400 de la ATP. A principios de julio logró su primer Challenger en Troyes tras vencer a Benjamin Hassan por 7-6 (2), 6-2.

## Títulos Challenger (3; 2+1)

### Individuales (2)
| N.º | Fecha                | Torneo                | Superficie    | Oponente en la final | Resultado     |
| --- | -------------------- | --------------------- | ------------- | -------------------- | ------------- |
| 1.  | 3 de julio de 2022   | Challenger de Troyes  | Tierra batida | Benjamin Hassan      | 7-6(2), 6-2   |
| 2.  | 24 de agosto de 2024 | Challenger de Dobrich | Tierra batida | Ivan Gakhov          | 5-7, 6-0, 7-5 |

### Dobles (1)
| N.º | Fecha                 | Torneos                    | Superficie    | Pareja          | Oponentes                                  | Resultado       |
| --- | --------------------- | -------------------------- | ------------- | --------------- | ------------------------------------------ | --------------- |
| 1.  | 23 de octubre de 2021 | Challenger de Buenos Aires | Tierra batida | Luciano Darderi | Hernán Casanova Santiago Rodríguez Taverna | 7-6(5), 7-6(10) |